# Królewko
Królewko – przysiółek wsi Królewo, w Polsce, w województwie zachodniopomorskim, w powiecie sławieńskim, w gminie Postomino. Wieś wchodzi w skład sołectwa Królewo.
W latach 1975–1998 miejscowość administracyjnie należała do województwa słupskiego.
Inne miejscowości o nazwie Królewo: Królewo, Królewo Malborskie